# 縳鰻
縳鰻為輻鰭魚綱鰻鱺目通鰓鰻科的其中一種，發現於西大西洋的巴哈馬群島及東大西洋的非洲西北部海域，為深海魚類，棲息深度2121-4086公尺，體長可達51.1公分，生活在大陸坡。